# Tyra Banks
Tyra Lynne Banks (Inglewood, 4 dicembre 1973) è una supermodella, attrice e personaggio televisivo statunitense.
Secondo Forbes nel 2012 aveva un patrimonio di 90 milioni di dollari.

## Biografia
Tyra Banks nasce a Inglewood, in California, da Carolyn London, fotografa di medicina e Donald Banks, consulente informatico, che divorziano nel 1980. Ha un fratello, Devin, maggiore di cinque anni. Ha frequentato la John Burroughs Middle School e si è diplomata nel 1991 alla Immaculate Heart High School di Los Angeles. Nel 2011 si iscrive a un programma di gestione aziendale di nove settimane a Harvard, diplomandosi a febbraio 2012. Dal 2013 all'ottobre 2017 ha avuto una relazione col fotografo norvegese Erik Asla, la coppia ha un figlio, York, nato il 27 gennaio 2016 grazie ad una madre surrogata.

## Carriera

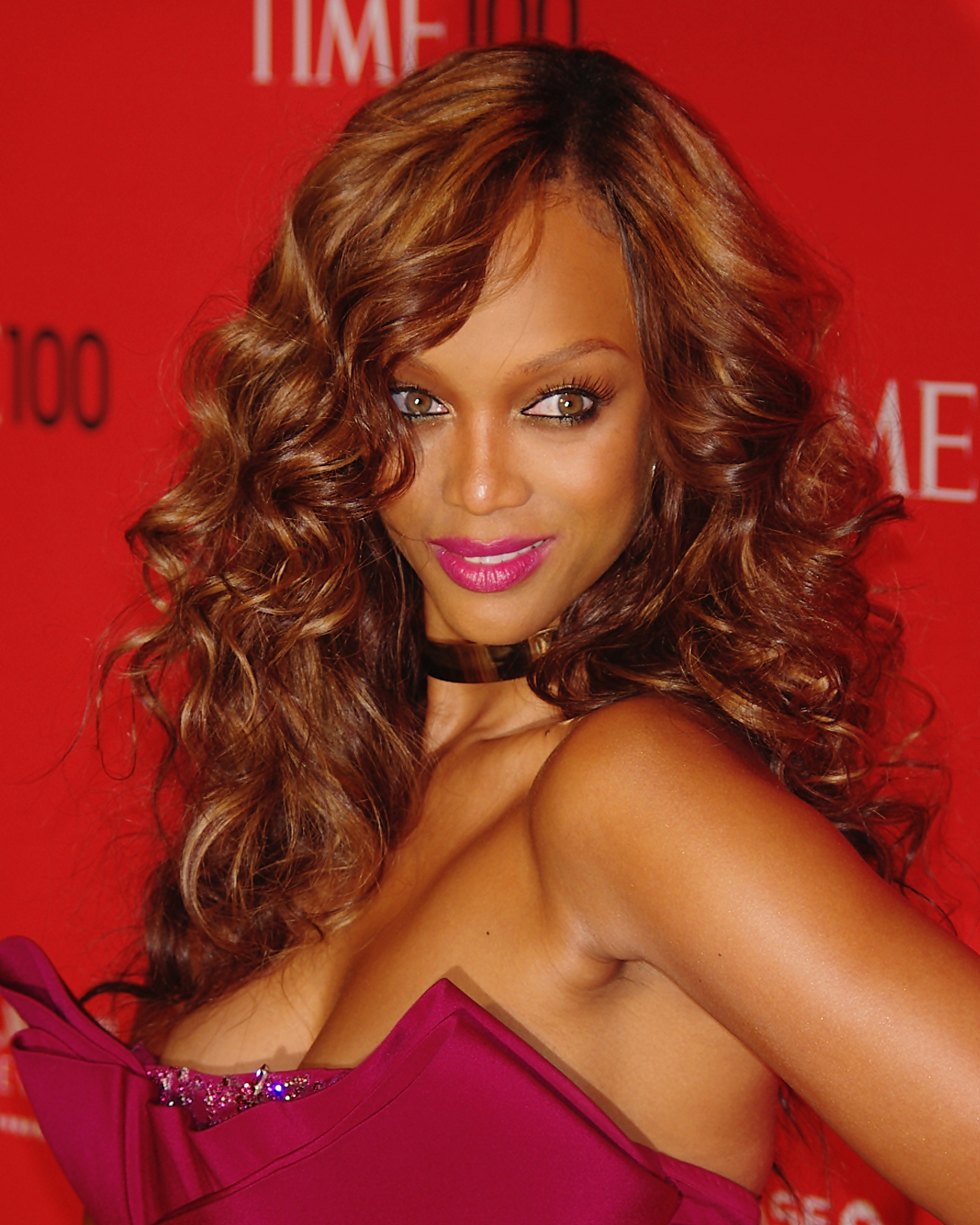
Tyra Banks nel 2012.

All'età di 15 anni, mentre ancora frequenta le superiori, comincia a fare la modella, ma viene rifiutata da sei agenzie prima di approdare alla Elite Model Management a sedici anni. Dopo la scuola le viene offerta la possibilità di andare in Europa: rinuncia quindi temporaneamente al college e parte per Parigi. Durante la sua prima stagione alla settimana della moda di Parigi, viene scritturata per 25 sfilate di diversi stilisti, un record per l'epoca, soprattutto per una debuttante in tale industria.
Compare poco dopo sulle copertine e sulle pagine di Elle, Seventeen, Vogue, Cosmopolitan, V, W, Vanity Fair, Harper's Bazaar, GQ, The Face, Mademoiselle, Amica e Teen Vogue.
Ha lavorato con i fotografi Francesco Scavullo, Steven Meisel, Ellen von Unwerth, Steven Klein, Arthur Elgort, Gilles Bensimon, Patrick Demarchelier, Paolo Roversi, Francesco Carrozzini, Stéphane Sednaoui, Herb Ritts, Annie Leibovitz, Fabrizio Ferri, Walter Chin, Bruno Bisang, Pamela Hanson, Alberto Tolot, Robert Erdmann, Russell James, Michel Comte e altri.
Sfila per Missoni, Chanel, Valentino, Yves Saint Laurent, Ralph Lauren, Calvin Klein, Sonia Rykiel, Anna Sui, Marc Jacobs, Perry Ellis, Michael Kors, Oscar de la Renta, Givenchy, Giorgio Armani, Christian Dior, Isaac Mizrahi, Donna Karan, Anne Klein, Laura Biagiotti, Alberta Ferretti, Enrico Coveri, Lolita Lempicka, Genny, Marina Spadafora, Les Copains, Christian Lacroix, Lanvin, Romeo Gigli, Issey Miyake, Gianfranco Ferré, Krizia, Nicole Miller, Jil Sander, Todd Oldham, Claude Montana, Trussardi, Betsey Johnson, Chantal Thomass, Karl Lagerfeld, Kenzo, Paco Rabanne, Bella Freud, Vivienne Tam, Salvatore Ferragamo, Balenciaga, Hermès, Bill Blass, Max Mara, Mila Schön e Fendi.

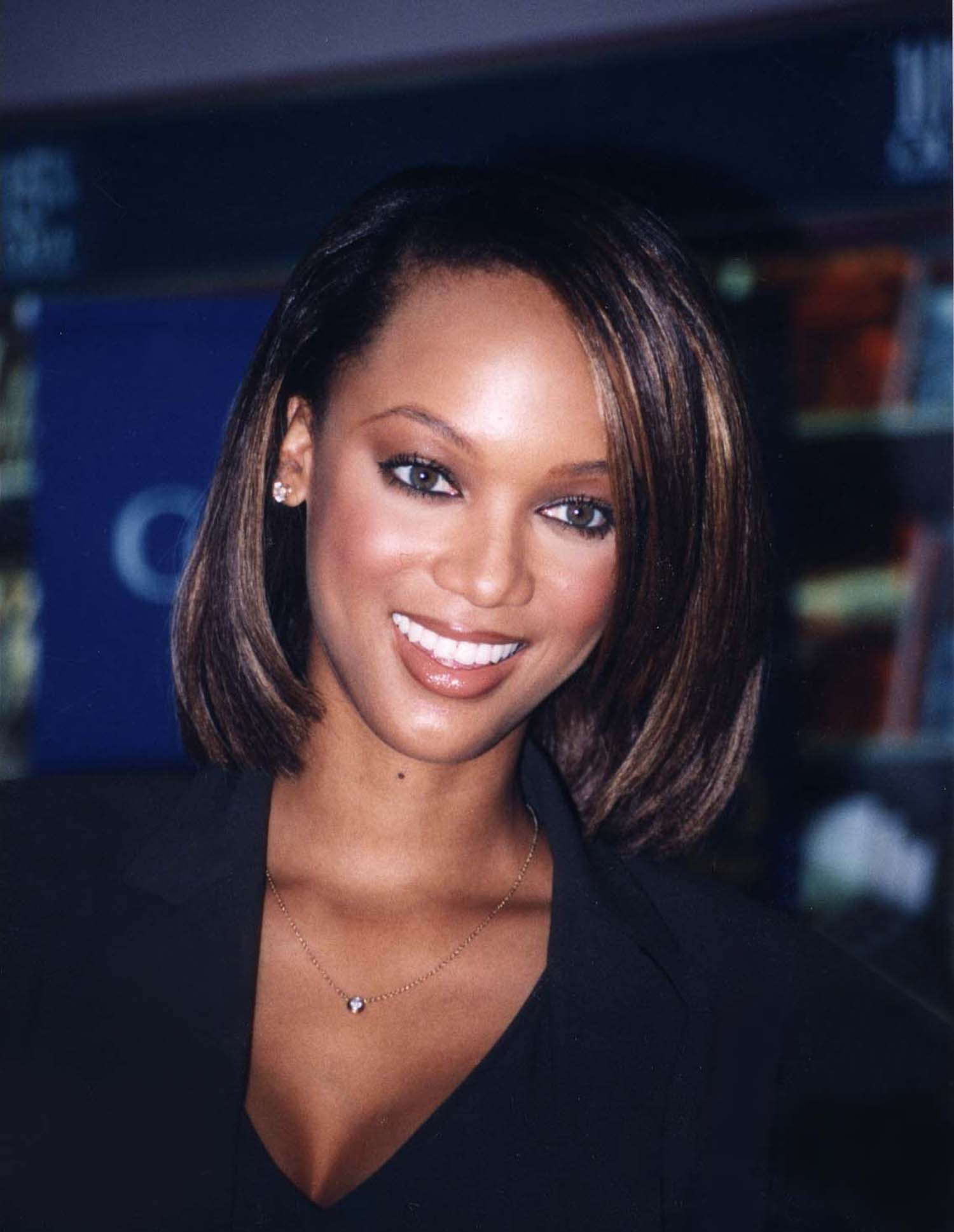
Tyra Banks negli anni 90.

Compare nelle campagne pubblicitarie di Dolce & Gabbana, Yves Saint Laurent, Ralph Lauren, CoverGirl, H&M, Swatch, Tommy Hilfiger, Escada, Liz Claiborne, Nordstrom, Benetton, Missoni, Moschino e Nike. A metà degli anni novanta, torna in America.
Banks è la prima donna di colore ad apparire sulle copertine di GQ e Sports Illustrated: Quest'ultima fu nel 1996 e condivise la copertina con la supermodella argentina Valeria Mazza. Fu nuovamente sulla cover anche nel 1997 e nel 2019. Apparì sulla rivista, anche se non in copertina, nel 1993, 1998 e 2004, per il 40º Anniversario.
Nel 1997 riceve il premio VH1 come Supermodella dell'anno. Quello stesso anno, viene scelta per la copertina del catalogo di Victoria's Secret.
Il suo primo ruolo da attrice è in sette episodi della serie televisiva Willy, il principe di Bel-Air nel 1993; nel 1995 fa il suo debutto al cinema in L'università dell'odio. Compare anche, nel 2000 in La mia amica speciale insieme a Lindsay Lohan. Altri ruoli sono in Love Stinks (1999), Love & Basketball (2000), Le ragazze del Coyote Ugly (2000) e Halloween - La resurrezione (2002). Prende parte anche a numerose serie televisive come Felicity, All That, MADtv, Wild 'n Out e The Price Is Right. Nel 1998 pubblica il libro Tyra's Beauty, Inside and Out.
Dopo essere apparsa in numerosi video musicali, come Too Funky di George Michael, Black or White di Michael Jackson e Love Thing di Tina Turner, nel 2004 registra il singolo Shake Ya Body. Nel corso degli anni fonda anche la Bankable Productions (precedentemente chiamata Ty Ty Baby Productions), che produce The Tyra Banks Show fino alla sua conclusione nel 2010, America's Next Top Model, della quale è un giudice, e il film del 2008 The Clique.

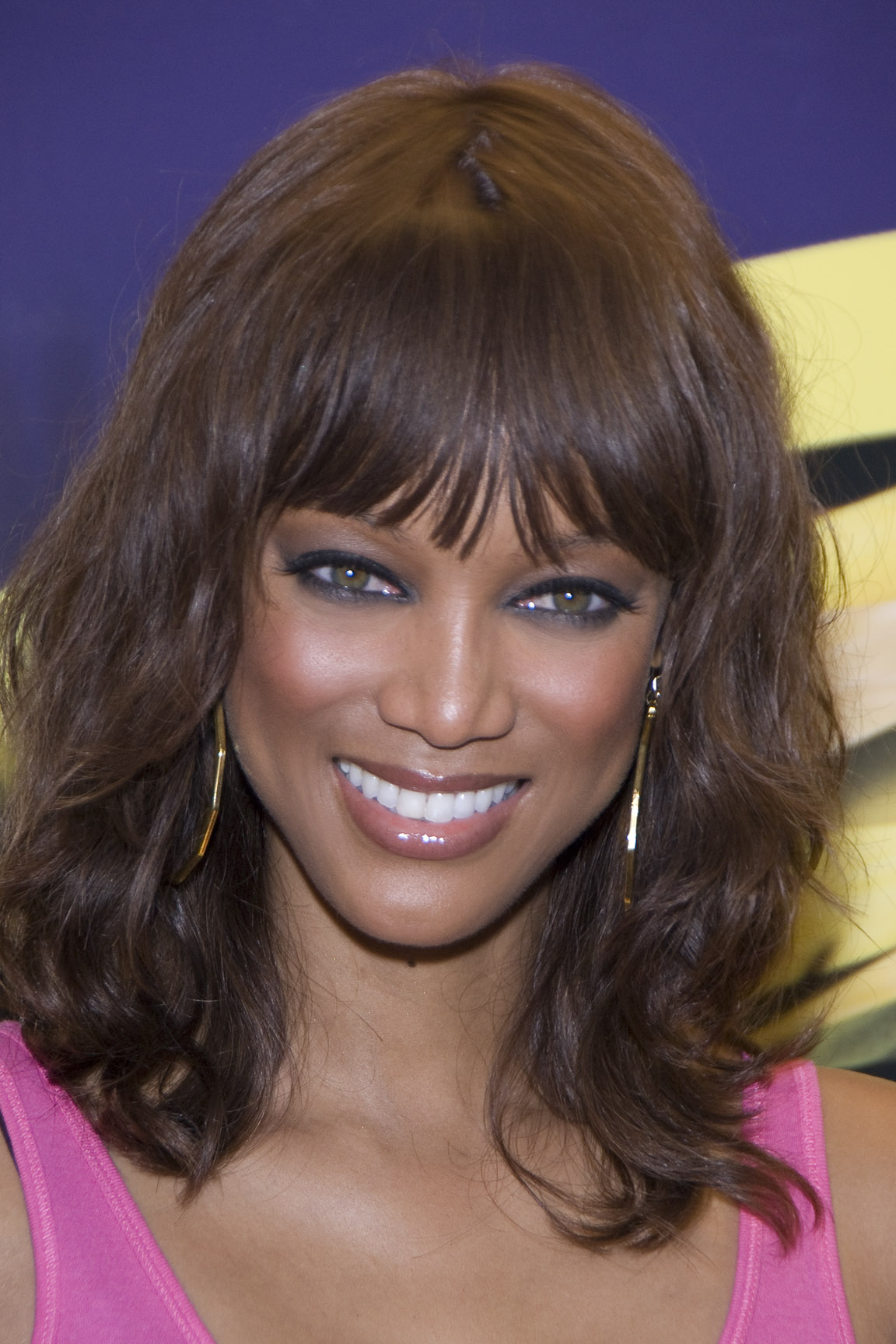
Banks nel 2011

Nel 2008 e nel 2009, vince un Emmy Award per il suo lavoro al The Tyra Banks Show. Alla fine di gennaio 2008, comincia a lavorare a un nuovo reality chiamato Modelitha, che debutta il 22 ottobre. Nel 2009 prende parte a Hannah Montana: The Movie e nel quarto episodio della serie televisiva Gossip Girl nel ruolo di Ursula Nyquist, un'attrice che lavora con Serena van der Woodsen. Nel 2010 Banks torna alla IMG Models. A maggio annuncia che pubblicherà il suo primo romanzo, Modelland, che trae parzialmente ispirazione dalla sua esperienza di modella: il libro, primo di una trilogia, esce a febbraio 2011 e a ottobre compare nella lista dei best seller del New York Times. Dal 2012 è contributrice del sito italiano di Vogue.

### Victoria's Secret
Nel 1997 viene scelta come angelo da Victoria's Secret, dove appare sul catalogo di costumi da bagno e sfila al Victoria's Secret Fashion Show, indossando il Diamond Dream Bra, reggiseno tempestato di diamanti dal valore di 3 milioni di dollari, disegnato da Harry Winston e realizzato con 500 ore di lavoro è composto da 93 gemme, 100 diamanti di cui uno al centro da 42 carati. Nel 2004 per ripetere l'esperienza di indossare il Heavenly “70” Fantasy Bra dal valore di 10 milioni di dollari, realizzato da Mouawad con 2900 diamanti pavé in una montatura d'oro bianco 18 carati e un diamante al centro da 70 carati. Nello stesso anno è una dei cinque angeli a partecipare al tour Angels Across America accanto a Alessandra Ambrosio, Heidi Klum, Gisele Bündchen, e Adriana Lima. Nel 2005 lascia il ruolo di Victoria's Secret Angel. Nel 2007, insieme agli altri angeli, riceve una stella sulla Hollywood Walk of Fame di Los Angeles.

## Filmografia

### Attrice

#### Cinema
- L'università dell'odio (Higher Learning), regia di John Singleton (1997)
- Love Stinks, regia di Jeff Franklin (1999)
- Love & Basketball, regia di Gina Prince-Bythewood (2000)
- Le ragazze del Coyote Ugly (Coyote Ugly), regia di David McNally (2000)
- Halloween - La resurrezione (Halloween: Resurrection), regia di Rick Rosenthal (2002)
- Mr. Woodcock, regia di Craig Gillespie (2007)
- Tropic Thunder, regia di Ben Stiller (2008)
- Hannah Montana: The Movie, regia di Peter Chelsom (2009)

#### Documentari
- Teenage Paparazzo, regia di Adrian Grenier (2010)

#### Televisione
- Willy, il principe di Bel-Air (The Fresh Prince of Bel-Air) – serie TV, 8 episodi (1993)
- All That – sketch comedy, episodio 3x05 (1996)
- New York Undercover – serie TV, 3 episodi (1997)
- Just Shoot Me! – serie TV, episodio 3x14 (1999)
- L.A. Story - Paura a Los Angeles (The Apartment Complex), regia di Tobe Hooper – film TV (1999)
- Casa Hughley (The Hughleys) – serie TV, episodio 2x04 (1999)
- MADtv – sketch comedy, episodio 5x17 (2000)
- Felicity – serie TV, 3 episodi (2000)
- La mia amica speciale (Life-Size), regia di Mark Rosman – film TV (2000)
- Soul Food – serie TV, episodio 1x13 (2001)
- American Dreams – serie TV, episodio 2x17 (2004)
- Gossip Girl – serie TV, episodio 3x04 (2009)
- Legàmi (Laços de sangue) – telenovela, episodio 1x12 (2010)
- A tutto ritmo (Shake It Up) – serie TV, episodi 2x16 e 3x10 (2012-2013)
- Glee – serie TV, episodio 5x06 (2013)
- Black-ish – serie TV, episodi 2x11 e 3x10 (2016)
- La mia amica speciale 2 (Life-Size 2), regia di Steven Tsuchida – film TV (2018)
- Insecure – serie TV, episodio 5x08 (2021)

#### Video musicali
- Black or White di Micheal Jackson (1991)
- Love Thing di Tina Turner (1991)
- Too Funky di George Michael (1992)
- Trife Life di Mobb Deep (1995)
- Don't Wanna Lose You di Lionel Richie (1996)
- Child's Play di Drake (2016)

### Doppiatrice
- Happily Ever After: Fairy Tales for Every Child – serie animata, episodio 3x01 (1999)
- Otto notti di follie (Eight Crazy Nights), regia di Seth Kearsley (2002)

### Produttrice esecutiva
- The Clique, regia di Michael Lembeck (2008)
- La mia amica speciale 2 (Life-Size 2), regia di Steven Tsuchida – film TV (2018)

## Programmi televisivi
- Soul Train Music Awards (WGN, 1999)
- Premi Oscar (ABC, 2000)
- America's Next Top Model (The CW, 2003-2018)
- Punk'd (MTV, 2004)
- The Fabulous Life of... (VH1, 2005)
- The Tyra Banks Show (Syndication, 2005-2010)
- Germany's Next Topmodel (ProSieben, 2010)
- Vietnam's Next Top Model (VTV, 2012)
- Asia's Next Top Model (STAR, 2013)
- Norway's Next Top Model (TV3, 2013)
- Daytime Emmy Awards (Pop TV, 2015)
- Australia's Next Top Model (FOX8, 2015)
- America's Got Talent (NBC, 2017-2018)
- Carpool Karaoke (CBS, 2018)
- The View (ABC, 2020)
- Dancing with the Stars (ABC, 2020-2022)

## Doppiatrici italiane
Nelle versioni in italiano dei suoi film e serie televisive, Tyra Banks è stata doppiata da:
- Georgia Lepore ne L'università dell'odio, Hannah Montana: The Movie
- Maura Cenciarelli in La mia amica speciale, Felicity
- Laura Latini in Gossip Girl, A tutto ritmo
- Cristiana Rossi in America's Next Top Model
- Alessandra Cassioli ne Le ragazze del Coyote Ugly
- Francesca Fiorentini in Halloween - La resurrezione
- Daniela Calò in Willy, il principe di Bel-Air
- Antonella Baldini in Black-ish
- Francesca Guadagno in Glee
- Maia Orienti in Tropic Thunder

## Pubblicazioni
- Vanessa Thomas, Bush; Banks, Tyra (1998). Tyra's Beauty Inside & Out. Harper Perennial.
- Banks, Tyra (2011). Modelland. Delacorte Books.
- Banks, Tyra; London, Carolyn (2018). Perfect Is Boring. Tarcher Perigee.